# 천사의 분노
《천사의 분노》는 2000년 10월 23일부터 2000년 12월 5일까지 방송했던 SBS 월화 드라마로 동시간대 경쟁 프로그램이면서 남매로 알고 자라온 남녀의 가슴 아픈 사랑 이야기로 높은 인기를 끈 KBS 2TV 월화 드라마 《가을동화》 원안을 작성한 작가가 해당 작품 집필자 고선희 작가로 알려지자 KBS는 이 같은 사실을 뒤늦게 인정하고 방송 도중 작가에게 원안 사용에 사후 승인과 원안 사용료 5백만 원을 지급했으며 한나나가 《가을동화》에 앞서 해당 작품 캐스팅 제의를 받았지만 배역이 교체되자 당시 소속사(미디어드림)와 결별을 선택했고 이 과정에서 한나나의 당시 소속사였던 미디어드림은 2000년 9월 26일 서울지법에 전속 계약 위반을 이유로 《가을동화》 출연 금지 가처분 신청과 함께 6천만 원의 손해배상 소송을 제기했으며 이런 충격 탓인지 한나나는 《가을동화》 이후 활동을 중단했다.

## 기획 의도
대기업과 중소 벤처기업을 무대로 젊은이들이 야망과 사랑을 키워나가는 이야기를 그린 드라마로, '패기와 순수, 정의에 대한 열정을 저버리지 않은 자만이 마침내 진정한 성공과 사랑의 주인공이 될 수 있다'는 점을 보여주는 드라마

## 등장 인물
- 김시원 : 미란 역
- 김유미 : 은하 역
- 안정훈 : 정민 역
- 이세창 : 준수 역
- 이현경 : 진사장의 딸 역
- 최용민 : 하운우 역
- 이혜은 : 선영 역
- 임대호 : 말성 역
- 박웅 : 은하 아버지 역
- 전양자 : 은하 어머니 역
- 박인환 : 세일전자 진사장 역
- 김명국 : 맹 부장 역
- 박근형 : 한 회장 역
- 최상훈 : 이 실장 역
- 백일섭 : 정민 아버지 역
- 김형자 : 정민 어머니 역
- 방은희 : 정희 역
- 맹상훈 : 서서방 역
- 박영지 : 황 박사 역
- 오욱철 : 김 기자 역
- 박진성 : 세일 역
- 송재호
- 김민상
- 서린
- 김미희
- 방경림
- 이경화
- 송희아
- 양은용
- 원숙희
- 이다연
- 백승욱
- 김형범
- 이동훈
- 한상진
- 도기석
- 김수련
- 황금희
- 권오영
- 김성훈
- 최혜영
- 김희정
- 김영철

## 결방
- 2000년 11월 13일 : 특선 영화 《쥬라기 공원 2: 잃어버린 세계》 편성으로 인해 결방
- 2000년 11월 14일 : 오후 8시 50분부터 특집 드라마 《은사시나무》 1 ~ 3회 연속 편성으로 인해 결방

## 참고 사항
- 당초 2000년 11월 중순 1회가 방송될 예정이었지만 전작 《도둑의 딸》 조기 종영으로 인해 첫 방송 일정이 10월 2일로 수정되었다.[3]
- 이승연(은하), 송혜교 (미란)가 주요 캐스팅 라인업이었지만[4] 정민 역과 준수 역의 배우를 찾지 못한 채 난항을 빚어왔는데 그나마 송혜교는 《천사의 분노》에 앞서 섭외가 온 KBS 2TV 월화 드라마 《가을동화》에 캐스팅되어 SBS 측으로부터 항의를 받아 《천사의 분노》 출연이 무산됐으며 설득 끝에 김민이 대타로 들어갔고 이 과정에서 이훈(정민) 정웅인(준수)이 우여곡절 끝에 캐스팅됐다.
- 하지만 최윤석 PD가 작가 고선희와 제작사(삼화프로덕션) 사이의 의견 충돌로 물러났으며[5] 이에 SBS는 정을영으로 연출자를 교체했다. 이 과정에서 이승연, 김민, 정웅인 등은 출연을 포기했고 김남주, 김시원, 김승수가 새롭게 캐스팅되었다.[3]
- 그러나, 김승수가 2000년 9월 26일 새벽에 집을 나오다가[6] 아파트 계단에서 굴러 떨어지는 바람에 전치 8주의 중상을 입자 제작진은 김승수 대신 남성진을 대타로 캐스팅하는 한편 그때까지 촬영했던 테이프(김승수가 등장하는 부분)를 폐기 처분하고 재촬영에 돌입했다.
- 정민 역의 이훈이 2000년 10월 5일 군입대를 하면서 박용하가 정민 역으로 낙점됐는데[7], 정민 역의 배우가 변경되자 김남주가 출연을 포기할 것이란 소문이 돌았으며 이에 제작진은 김남주의 후임으로 신예 탤런트 김유미를 캐스팅했다.
- 하지만, 이 과정에서 남성진이 출연을 포기한 데 이어 박용하는 "김남주 아니면 드라마 출연을 포기하겠다"고 제작진에 통보하여[8] 하차를 선언했다.
- 발등에 불이 떨어진 SBS는 2주 동안 월화 드라마 시간대에 외화 드라마를 편성했고 2000년 10월 23일에 《천사의 분노》가 첫 방송되었으며[9] 정민 역에는 안정훈, 준수 역은 이세창이 들어갔다.
- 당초 16부작으로 기획되었으나 상투적인 스토리전개, 주연들의 연기력 부족으로 시청자들한테 외면받아 방영 초반에는 동시간대 40%대에 육박하는 시청률을 기록한 KBS 2TV 월화 드라마 《가을동화》에 밀려 한 자릿수 시청률에 허덕였으며 《가을동화》 종영 후 비로소 10%의 시청률을 기록하긴 하였다. 하지만, 오히려 《가을동화》가 끝나면서 10%에서 상승하여 20%대의 시청률을 기록해 온 MBC 월화 드라마 《아줌마》 때문에 시청률 부진을 면치 못하자 4부 축소된 12회로 조기종영되는 수모를 당했다.[10]